# Anglès de Samaná
L’anglès de Samaná (SE i SAX) és una varietat de la llengua anglesa parlada pels descendents d'immigrants afroamericans dels Estats Units que han viscut a la Península de Samaná, actualment a la República Dominicana. Els membres de l'enclavament són coneguts com els americans de Samaná.
Aquesta llengua està relacionada amb l'anglès dels afroescocesos de Nova Escòcia o també considerada una derivació de l'anglès vernacle afroamericà (AAVE), amb variacions úniques derivades de la història de l’enclavament a la regió. Al cens de la República Dominicana de 1950, el 0,57% de la població (aproximadament 12.200 parlants) va declarar que la seva llengua materna era l'anglès.

## Immigració
La majoria dels parlants són descendents d'immigrants que van arribar a la península el 1824 i 1825. En aquell moment, tota l’illa d'Hispaniola era administrada per Haití, sota la presidència de Jean-Pierre Boyer. Els immigrants van respondre a una invitació de colonització que Jonathas Granville havia presentat personalment a Filadèlfia, Baltimore, Boston i Nova York. Abolicionistes com Richard Allen, Samuel Cornish, Benjamin Lundy i Loring D. Dewey es van unir a la campanya, coneguda com l'emigració haitiana.
La resposta va ser extraordinària, i milers d'afroamericans van embarcar a ciutats de la costa est dels Estats Units per emigrar a Haití. La majoria hi van arribar durant la tardor de 1824 i la primavera de 1825. En anys posteriors, l'emigració va continuar, però a un ritme més lent.
Entre 1859 i 1863, una altra campanya migratòria va portar nous colons a l’illa, tot i que en una quantitat molt inferior a la dels anys 1824 i 1825. Els qui inicialment es van establir a Samaná eren menys de 600, però van formar l’únic enclavament d'immigrants que va sobreviure.

## Supervivència
Malgrat que més de 6.000 immigrants van arribar entre 1824 i 1835, a finals del segle XIX només quedaven uns pocs enclavaments a l’illa on es parlava alguna varietat de l'anglès vernacle afroamericà de l'època de pre-emancipació. Aquests enclavaments es trobaven a Puerto Plata, Samaná i Santo Domingo, i el més gran es trobava a Samaná, on es van mantenir escoles religioses que ajudaren a preservar la llengua.
Amb el temps, molts enclavaments van perdre la seva identitat cultural i van desaparèixer. L'anglès de Samaná va resistir millor gràcies a l’aïllament geogràfic de la regió, que va permetre una vida cultural més independent. Tanmateix, les polítiques governamentals han contribuït al declivi de la llengua, que avui dia podria considerar-se una llengua en perill d'extinció.

## Similituds amb altres llengües
L'anglès de Samaná presenta similituds amb l'anglès crioll del Carib parlat a les illes angloparlants del Carib. També està relacionat amb el crioll bahamià i el crioll de les Illes Turks i Caicos, ja que comparteixen un origen comú.